# クルマサカオウム
クルマサカオウム（学名：Lophocroa leadbeateri）は、オウム目オウム科に分類されるオウムの一種。

## 概要

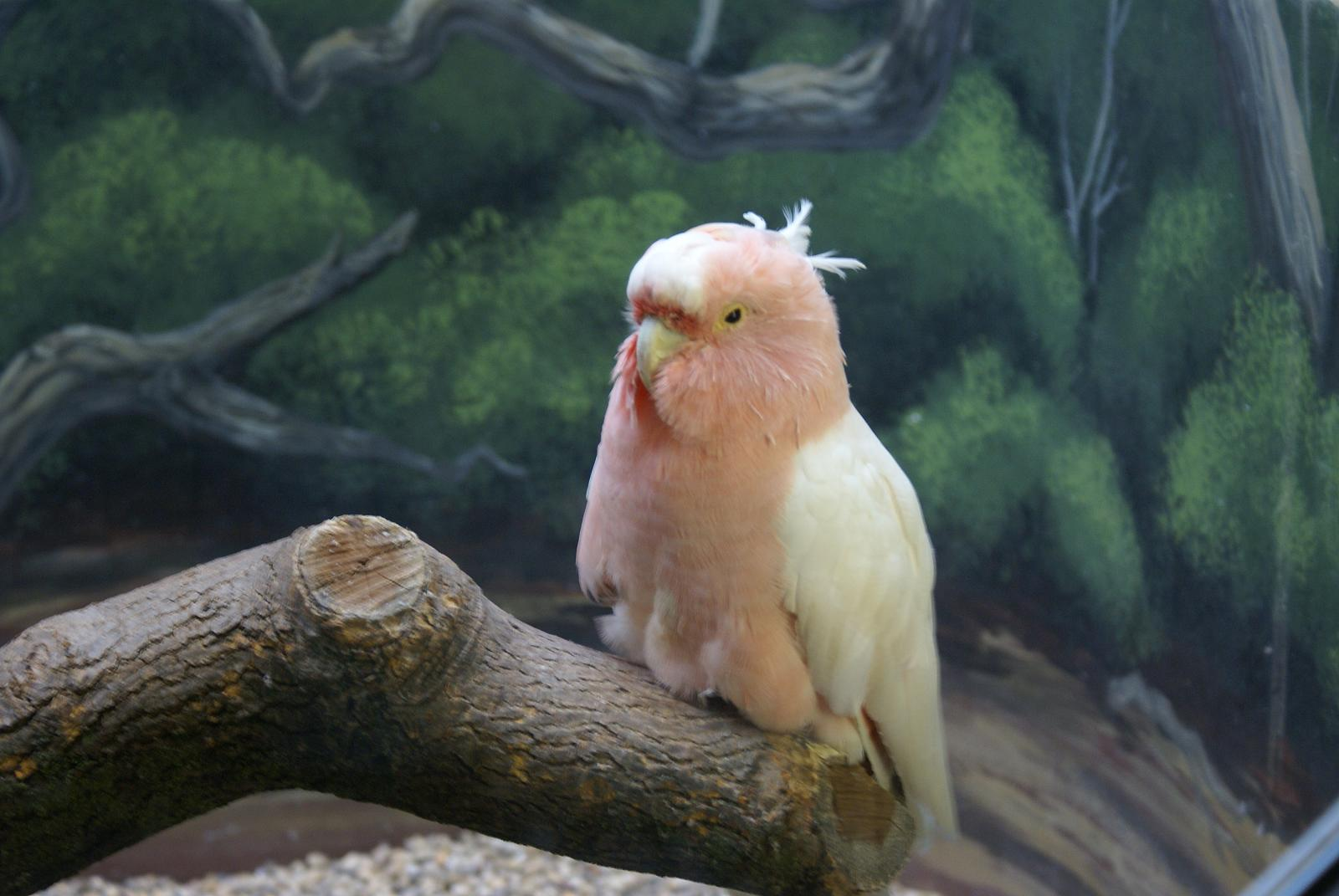
クッキー （83歳没）

- オーストラリアに生息しており、全長40 cm、体重400 gになる。
- 鳥類としては非常に長命で、環境によっては40年近く生きることが可能である。最も長命なクルマサカオウムはシカゴのブルックフィールド動物園で飼われていた「クッキー」で、2016年8月31日に83歳でこの世を去った[1]。
- 人の言葉をよく覚える。
- 夜明け頃や日没時に絶叫する習性があり、また犬など違う動物と同居させるとその動物の鳴き声を覚えて真似することがあるため、近所迷惑になる恐れがある。そのため、人気のない場所に連れて行って叫ばせたり、叫びそうになったら真っ暗にして叫ばせないようにする、専用の防音設備のある部屋で飼育するなどの対策が必要である。

## 繁殖
よほど相性のいいペアではないと繁殖は難しく、プロのブリーダーでもうまくいかない場合が多々あり、無理に巣引きをしようとすると、雄が雌の嘴をたたき割ってしまうこともある。対策として、雄の下の嘴を取り除く手術があるが、オウム愛好家からは批判されている。
上述の通り繁殖が難しく個体数が少ないため、オウムの中でもかなり高価な種類に属し、100万円以上で売られることも珍しくない）。

## 食事
主食は基本的に種子で、果実も好んで食べる。
最近では人工的に製造されたバードフードだけで簡単に必要な栄養を摂取出来るようになってはいるが、種子を食べさせないと嘴が伸び過ぎたり、舌が上手に扱えず言葉のバリエーションが少なくなったりするという報告もあるため、種子も適度に与えるのが望ましい。